# موریتس فورسته
موریتس فورسته (انگلیسی: Moritz Fürste؛ زادهٔ ۲۸ اکتبر ۱۹۸۴) بازیکن هاکی روی چمن و اهل کشور آلمان است.
وی همچنین برنده جوایزی همچون برگ بوی نقره‌ای شده‌است.